# 페라리 599XX
페라리 599XX(영어: Ferrari 599XX)는 599 피오라노의 트랙 데이 차종이다. 2009년 제네바 모터쇼에서 공개되었다.

## 사양
외관 개선에는 다운포스 개선을 위한 C- 필러에 있는 2개의 윙렛, 엔진 냉각 개선을 위한 벤트 보닛, 어두운 렉산 테일 램프, 다운포스를 강화하는 탄소 섬유 '덕 테일'리어 스포일러, 차체 하단 공기 흐름 개선을 위한 대형 리어 디퓨저, 전면 및 후면의 견인 고리, 냉각 개선을 위한 추가 덕트, 레이싱 버킷 시트가 있는 미니멀한 레이스 인테리어, 스티어링 휠 뒤에 있는 LCD 디스플레이가 롤 케이지 및 렉산 슬라이딩 윈도우가 장착된 모든 아날로그 게이지를 대체한다.  또한 29/67 R19 프론트 및 31/71 R19 리어 레이싱 슬릭 (전면에 19 × 11J 휠, 후면에 19 × 12J)이 포함되어 있다. 599XX는 0–100 km/h (0–62 mph)에서 2.9 초 만에 가속 할 수 있었고 315 km/h (196 mph)의 최고 속도를 달성하였다.

## 기록
2010년 베이징 국제 오토쇼에서 페라리는 599XX가 6분 58.16초 만에 Nürburgring에서 Nordschleife 서킷을 완주했다고 발표하였다. 이는 생산 중인 스포츠카 사상 중 유일하게 가장 빠른 기록을 가지고 있다.그러나  6분 47.50초의 랩 타임을 설정한 2010년 6월에는 파가니 존다 R에 의해 패배하였다.

## 변형 차종

### 599XX 에보

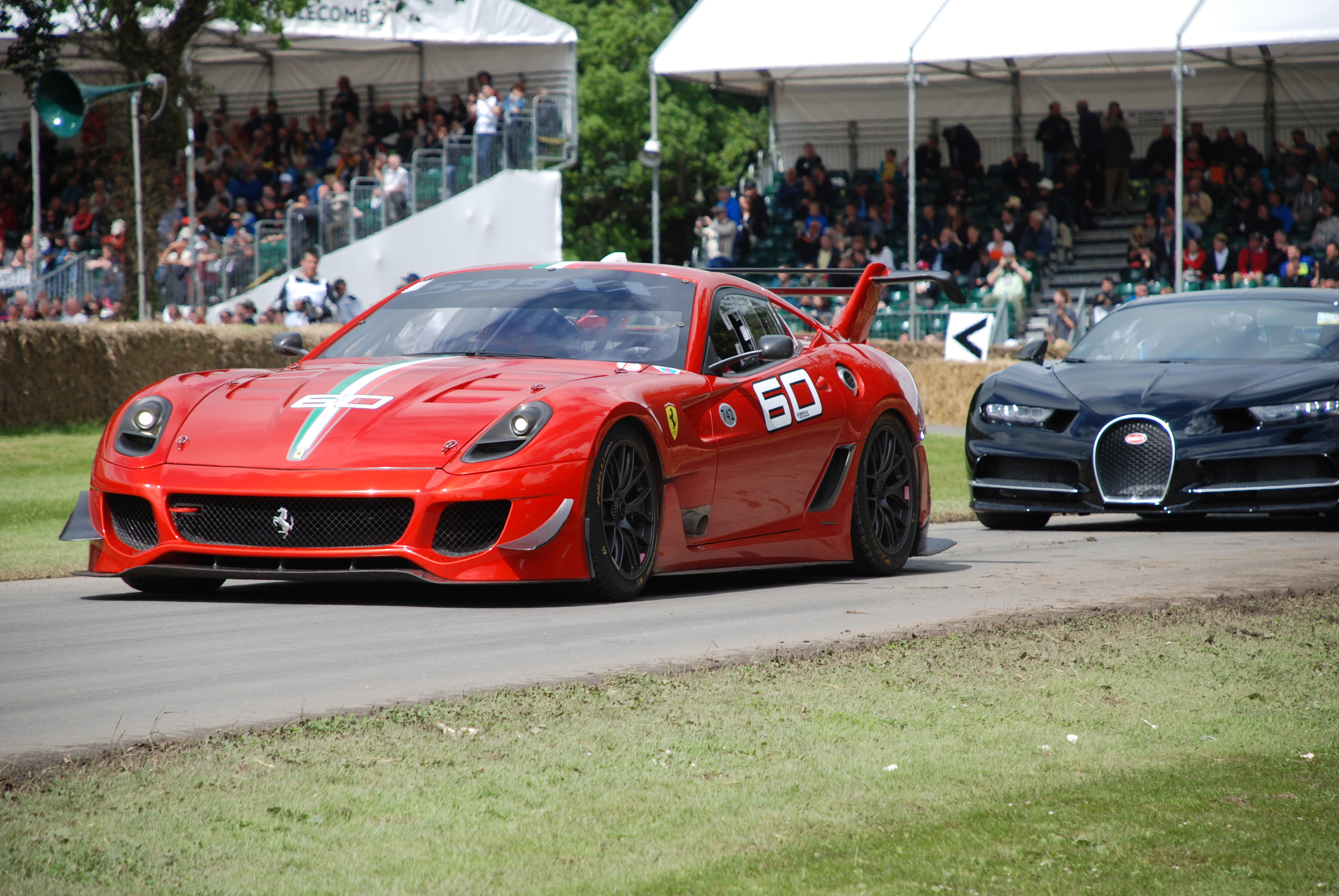
599XX 에보의 좌측면

2011년 11월 10일에는 599XX 에보의 첫 번째 이미지가 공개되었다. 해당 이미지는 근본적으로 재 스타일링 된 에어로 및 배기 패키지와 전자 업그레이드 및 Pirelli 레이싱 슬릭이 포함된 것으로 추정된다. 동년 12월 1일에는 2011년 볼로냐 모터쇼를 준비하면서 599XX 에보에 대한 세부 정보를 확인하였다.

## 비디오 게임에서의 등장
- 아스팔트 8: 에어본
- 아스팔트 9: 레전드
- 포르자 호라이즌 4
- 포르자 호라이즌 5
- 포르자 모터스포츠7
- 아세토코르사